# Philipp Eng
Philipp Eng (* 28. Februar 1990 in Salzburg) ist ein österreichischer Rennfahrer.

## Karriere
Eng begann seine Motorsportkarriere 2003 im Kartsport, den er bis 2005 ausübte. 2006 machte Eng in der deutschen Formel BMW seine ersten Erfahrungen im Formelsport und wurde Zehnter in der Gesamtwertung. Darüber hinaus nahm er an zwei Rennen der britischen Formel BMW teil. 2007 blieb Eng in der deutschen Formel BMW und wurde mit einem Sieg Dritter im Gesamtklassement. Darüber hinaus gewann Eng das Weltfinale der Formel BMW und gewann eine Formel-1-Testfahrt mit BMW Sauber, die er im Dezember 2008 absolvierte. In der Saison 2008 war Eng im deutschen Formel-3-Cup aktiv und belegte den elften Gesamtrang. Darüber hinaus bestritt er Gaststarts in der europäischen Formel BMW.

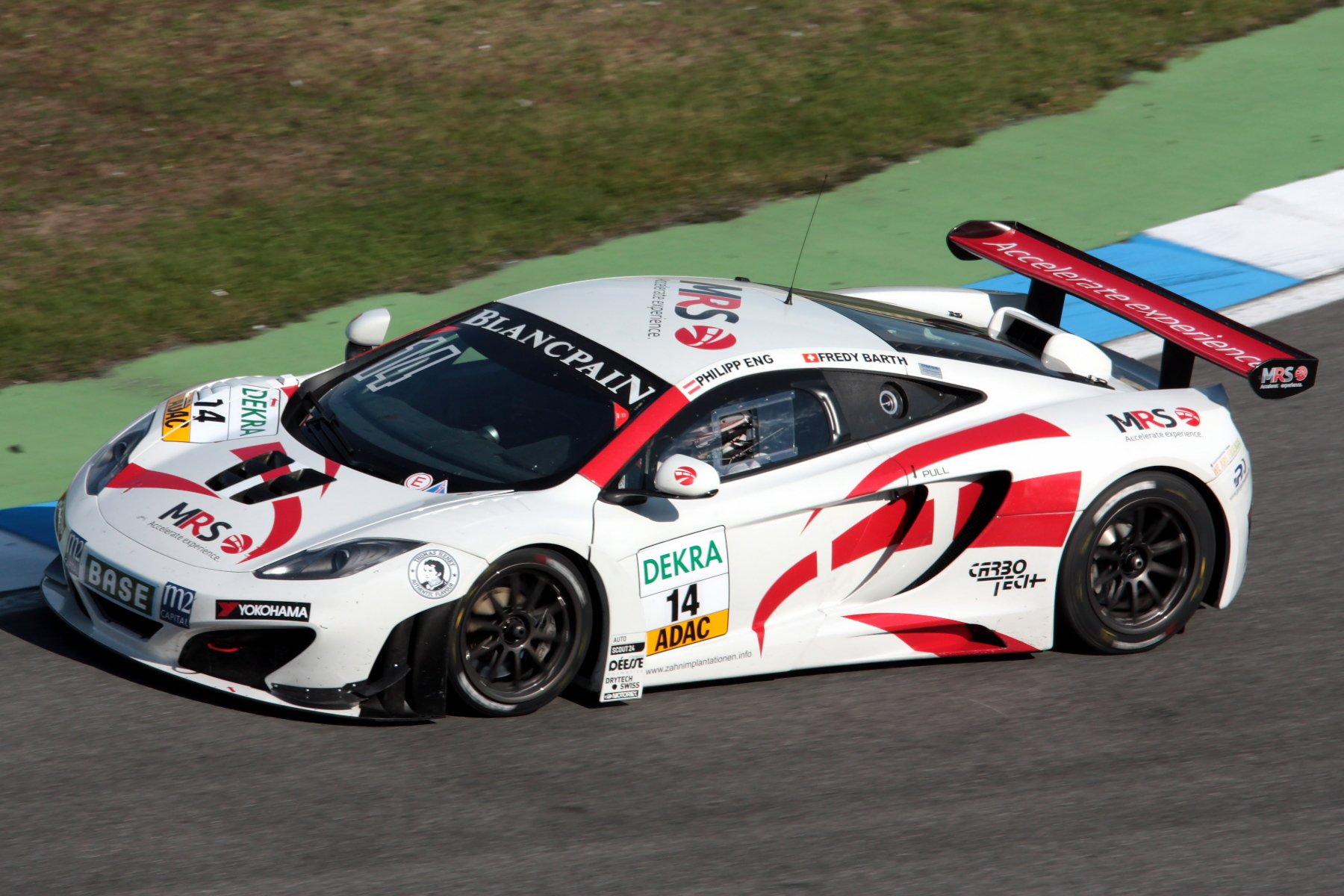
Philipp Eng beim Saisonfinale 2012 in Hockenheim

2009 startete Eng in der wiederbelebten Formel 2. Nachdem er an den ersten zwei Rennwochenenden zweimal eine Podest-Platzierung erreicht hatte, gewann er in Brands Hatch sein erstes Rennen in dieser Meisterschaft. In der Gesamtwertung belegte er am Saisonende den achten Gesamtrang. 2010 trat Eng erneut in der Formel 2 an und war vor der Saison einer der Titelfavoriten. Zwar startete er mit zwei Siegen an den ersten beiden Rennwochenenden gut in die neue Saison, im weiteren Verlauf der Saison wurde er jedoch nicht mehr seiner Favoritenrolle gerecht und erzielte nur einen weiteren Sieg. Er beendete seine zweite Saison in der Formel 2 auf dem sechsten Platz in der Gesamtwertung.
2011 wechselte Eng in den GT-Sport und startete für Callaway Competition zusammen mit Toni Seiler in der ADAC GT Masters. Die beiden schlossen die Saison auf dem 39. Platz in der Fahrerwertung ab. 2012 fuhr Eng lediglich in sechs von sechzehn Meisterschaftsläufen mit Fredy Barth für MRS GT-Racing, beendete ein Rennen dennoch in den Punkten.
Seit 2018 fährt Eng in der DTM für BMW. Er kam im dritten Meisterschaftslauf auf dem Lausitzring das erste Mal auf das Podium. In der Saison 2019 gelang ihm im vierten Lauf im belgischen Zolder der erste Sieg in der DTM. Darüber hinaus fuhr er zwei weitere Male auf das Podium. Er beendete die Saison 2019 auf dem sechsten Gesamtrang. Im Dezember 2019 wurde bekannt, dass er auch in der Saison 2020 Teil des BMW-Fahreraufgebots ist.

## Statistik

### Karrierestationen
| - 2003–2005: Kartsport - 2006: Deutsche Formel BMW (Platz 10) - 2006: Britische Formel BMW - 2007: Deutsche Formel BMW (Platz 3) - 2008: Deutsche Formel 3 (Platz 11) - 2009: Formel 2 (Platz 8) - 2010: Formel 2 (Platz 6) - 2011: ADAC GT Masters (Platz 39) - 2012: Porsche Carrera Cup Deutschland (Platz 10) - 2013: Porsche Carrera Cup Deutschland (Platz 5) - 2014: Porsche Carrera Cup Deutschland (Platz 1) - 2015: Porsche Carrera Cup Deutschland (Platz 1) - 2015: Porsche Mobil 1 Supercup (Platz 1) - 2015: 24-Stunden-Rennen auf dem Nürburgring (Platz 13) | - 2016: 24-Stunden-Rennen auf dem Nürburgring (Platz 5) - 2016: 24-Stunden-Rennen von Le Mans (Platz 31) - 2016: 24-Stunden-Rennen von Spa-Francorchamps (Platz 1) - 2017: ADAC GT Masters (Platz 4) - 2017: 24-Stunden-Rennen auf dem Nürburgring (Platz 10) - 2017: 24-Stunden-Rennen von Spa-Francorchamps (Platz 33) - 2018: DTM (Platz 9) - 2018: 24-Stunden-Rennen von Le Mans (Platz 34) - 2018: 24-Stunden-Rennen von Spa-Francorchamps (Platz 1) - 2019: DTM (Platz 6) - 2019: 24-Stunden-Rennen von Le Mans (Platz 47) - 2019: 24-Stunden-Rennen auf dem Nürburgring (ausgefallen) - 2020: DTM (Platz 13) - 2020: 24-Stunden-Rennen auf dem Nürburgring (Platz 4) | - 2020: 24-Stunden-Rennen von Spa-Francorchamps (ausgefallen) - 2021: 24-Stunden-Rennen auf dem Nürburgring (ausgefallen) - 2022: DTM (Platz 14) - 2022: 24-Stunden-Rennen auf dem Nürburgring (ausgefallen) - 2023: GT World Challenge Europe (Platz 2) - 2023: IMSA SportsCar Championship (Platz 8) - 2023: 24-Stunden-Rennen auf dem Nürburgring (ausgefallen) - 2023: 24-Stunden-Rennen von Spa-Francorchamps (Platz 1) - 2024: GT World Challenge Europe (Platz 22) - 2024: IMSA SportsCar Championship (Platz 7) - 2024: 24-Stunden-Rennen von Spa-Francorchamps (ausgefallen) - 2025: IMSA SportsCar Championship |

### Einzelergebnisse in der FIA-Formel-2-Meisterschaft
| Jahr | 1   | 2   | 3   | 4   | 5   | 6   | 7   | 8   | 9   | 10  | 11  | 12  | 13  | 14  | 15  | 16  | 17  | 18  | Punkte | Rang |
| ---- | --- | --- | --- | --- | --- | --- | --- | --- | --- | --- | --- | --- | --- | --- | --- | --- | --- | --- | ------ | ---- |
| 2009 | ESP | ESP | CZE | CZE | BEL | BEL | GBR | GBR | GBR | GBR | GER | GER | ITA | ITA | ESP | ESP |     |     | 39     | 8.   |
| 2009 | 12  | 3   | 3   | 9   | DNF | DNF | 1   | 4   | 5   | 10  | DNF | DNF | 5   | 10  | 5   | 9   |     |     | 39     | 8.   |
| 2010 | GBR | GBR | MAR | MAR | ITA | ITA | BEL | BEL | POR | POR | GBR | GBR | CZE | CZE | GER | GER | ESP | ESP | 142    | 6.   |
| 2010 | 4   | 1   | 2   | 1   | 11  | DNF | 15  | 12  | 15  | 6   | 10  | 1   | 6   | 18  | 7   | 9   | 4   | 11  | 142    | 6.   |

### Le-Mans-Ergebnisse
| Jahr | Team                  | Fahrzeug        | Teamkollege    | Teamkollege         | Platzierung | Ausfallgrund |
| ---- | --------------------- | --------------- | -------------- | ------------------- | ----------- | ------------ |
| 2016 | Dempsey-Proton Racing | Porsche 911 RSR | Richard Lietz  | Michael Christensen | Rang 31     |              |
| 2018 | BMW Team MTEK         | BMW M8 GTE      | Nicky Catsburg | Martin Tomczyk      | Rang 34     |              |
| 2019 | BMW Team MTEK         | BMW M8 GTE      | Nicky Catsburg | Martin Tomczyk      | Rang 47     |              |

### Sebring-Ergebnisse
| Jahr | Team           | Fahrzeug        | Teamkollege     | Teamkollege         | Platzierung | Ausfallgrund |
| ---- | -------------- | --------------- | --------------- | ------------------- | ----------- | ------------ |
| 2019 | BMW Team RLL   | BMW M8 GTE      | Jesse Krohn     | John Edwards        | Rang 13     |              |
| 2021 | BMW Team RLL   | BMW M8 GTE      | Bruno Spengler  | Connor De Phillippi | Rang 9      |              |
| 2022 | BMW Team RLL   | BMW M4 GT3      | Marco Wittmann  | Nick Yelloly        | Rang 19     |              |
| 2023 | BMW M Team RLL | BMW M Hybrid V8 | Marco Wittmann  | Augusto Farfus      | Ausfall     | Motorschaden |
| 2024 | BMW M Team RLL | BMW M Hybrid V8 | Jesse Krohn     | Augusto Farfus      | Rang 6      |              |
| 2025 | BMW M Team RLL | BMW M Hybrid V8 | Kevin Magnussen | Dries Vanthoor      | Rang 43     |              |

### Einzelergebnisse in der FIA-Langstrecken-Weltmeisterschaft
| Saison  | Team                  | Rennwagen       | 1   | 2   | 3   | 4   | 5   | 6   | 7   | 8   | 9   |
| ------- | --------------------- | --------------- | --- | --- | --- | --- | --- | --- | --- | --- | --- |
| 2016    | Dempsey-Proton Racing | Porsche 911 RSR | SIL | SPA | LEM | NÜR | MEX | AUS | FUJ | SHA | BAH |
| 2016    | Dempsey-Proton Racing | Porsche 911 RSR | 31  |     |     |     |     |     |     |     |     |
| 2018/19 | BMW Team MTEK         | BMW M8 GTE      | SPA | LEM | SIL | FUJ | SHA | SEB | SPA | LEM |     |
| 2018/19 | BMW Team MTEK         | BMW M8 GTE      |     | 34  |     |     |     |     |     | 37  |     |

### Einzelergebnisse im Porsche Carrera Cup Deutschland
| Jahr | Team                       | 1   | 2   | 3   | 4   | 5   | 6   | 7   | 8   | 9   | 10  | 11  | 12  | 13  | 14  | 15  | 16  | 17  | 18  | Punkte | Rang |
| ---- | -------------------------- | --- | --- | --- | --- | --- | --- | --- | --- | --- | --- | --- | --- | --- | --- | --- | --- | --- | --- | ------ | ---- |
| 2012 | MRS GT-Racing              | HO1 | HO1 | LAU | LAU | NÜ1 | RBR | RBR | NOR | NOR | NÜ2 | NÜ2 | ZAN | ZAN | OSC | OSC | HO2 | HO2 |     | 112,5  | 10.  |
| 2012 | MRS GT-Racing              | 5   | 8   | 12  | 6   | 6   | DNF | DNS | DNF | DNF | 10  | 5   | 9   | 14  | 9   | 6   | 3   | 9   |     | 112,5  | 10.  |
| 2013 | MRS GT-Racing              | HO1 | HO1 | NÜ1 | RBR | RBR | LAU | LAU | NOR | NOR | NÜ2 | NÜ2 | OSC | OSC | ZAN | ZAN | HO2 | HO2 |     | 166    | 5.   |
| 2013 | MRS GT-Racing              | 8   | 9   | 2   | 11  | 6   | 8   | DNF | 7   | DNF | 4   | 16  | 4   | 3   | 3   | 3   | 4   | 6   |     | 166    | 5.   |
| 2014 | Deutsche Post by Project 1 | HO1 | HO1 | OSC | OSC | HUN | HUN | NOR | NOR | RBR | RBR | NÜR | NÜR | LAU | LAU | SAC | SAC | HO2 | HO2 | 233    | 1.   |
| 2014 | Deutsche Post by Project 1 | 1   | 3   | 10  | 14  | DNF | 3   | 4   | 4   | 1   | 3   | 5   | 1   | 2   | 3   | 6   | 4   | 7   | 3   | 233    | 1.   |
| 2015 | Deutsche Post by Project 1 | HO1 | HO1 | NÜ1 | LAU | LAU | NOR | NOR | ZAN | ZAN | RBR | RBR | OSC | OSC | NÜ2 | NÜ2 | HO2 | HO2 |     | 295    | 1.   |
| 2015 | Deutsche Post by Project 1 | 5   | 6   | 2   | 1   | 1   | 2   | 3   | 1   | 1   | 1   | 3   | 1   | 1   | 1   | 2   | 9   | 1   |     | 295    | 1.   |

### Einzelergebnisse im Porsche Supercup
| Jahr | Team                       | 1   | 2   | 3   | 4   | 5   | 6   | 7   | 8   | 9   | 10  | 11  | Punkte | Rang |
| ---- | -------------------------- | --- | --- | --- | --- | --- | --- | --- | --- | --- | --- | --- | ------ | ---- |
| 2012 | MRS GT-Racing              | BHR | BHR | MON | VAL | SIL | HOC | HUN | HUN | SPA | MON |     | 41     | 13.  |
| 2012 | MRS GT-Racing              |     |     |     | 5   |     | 7   | 6   | DNF |     | 6   |     | 41     | 13.  |
| 2013 | MRS GT-Racing              | CAT | MON | SIL | NÜR | HUN | SPA | MON | YMC | YMC |     |     | 0      | NC 1 |
| 2013 | MRS GT-Racing              |     |     |     |     | 14  |     |     |     |     |     |     | 0      | NC 1 |
| 2014 | Team Project 1             | CAT | MON | RBR | SIL | HOC | HUN | SPA | MON | COA | COA |     | 98     | 5.   |
| 2014 | Team Project 1             | 2   | 2   | DNF | 10  | 15  | 9   | 5   | 8   | 5   | 3   |     | 98     | 5.   |
| 2015 | Market Leader by Project 1 | CAT | MON | RBR | SIL | HUN | SPA | SPA | MON | MON | COA | COA | 145    | 1.   |
| 2015 | Market Leader by Project 1 | 4   | 2   | 2   | 1   | 6   | 2   | 1   | 6   | 7   | C   | 8   | 145    | 1.   |

### Einzelergebnisse in der DTM
| Saison | Team                | Hersteller | 1   | 2   | 3   | 4   | 5   | 6   | 7   | 8   | 9   | 10  | 11  | 12  | 13  | 14  | 15  | 16  | 17  | 18  | 19  | 20  | Punkte | Rang |
| ------ | ------------------- | ---------- | --- | --- | --- | --- | --- | --- | --- | --- | --- | --- | --- | --- | --- | --- | --- | --- | --- | --- | --- | --- | ------ | ---- |
| 2018   | BMW Team RBM        | BMW        | HO1 | HO1 | LAU | LAU | HUN | HUN | NOR | NOR | ZAN | ZAN | BRH | BRH | MIS | MIS | NÜR | NÜR | SPI | SPI | HO2 | HO2 | 102    | 9.   |
| 2018   | BMW Team RBM        | BMW        | 16  | 14  | 3   | 7   | 18  | 3   | 5   | 11  | 14  | 4   | 5   | 7   | 8   | 16  | 16  | 8   | 8   | 9   | 12  | 8   | 102    | 9.   |
| 2019   | BMW Team RBM        | BMW        | HO1 | HO1 | ZOL | ZOL | MIS | MIS | NOR | NOR | ASS | ASS | BRH | BRH | LAU | LAU | NÜR | NÜR | HO2 | HO2 |     |     | 144    | 6.   |
| 2019   | BMW Team RBM        | BMW        | 14  | 4   | 1   | 2   | 7   | 2   | 7   | 5   | 4   | 13  | 6   | 5   | 5   | 10  | 13  | 8   | DNF | 14  |     |     | 144    | 6.   |
| 2020   | BMW Team RBM        | BMW        | SPA | SPA | LA1 | LA1 | LA2 | LA2 | ASS | ASS | NÜ1 | NÜ1 | NÜ2 | NÜ2 | ZO1 | ZO1 | ZO2 | ZO2 | HOC | HOC |     |     | 48     | 13.  |
| 2020   | BMW Team RBM        | BMW        | 6   | 11  | 9   | 7   | 8   | 12  | 13  | 9   | 6   | 10  | 4   | 12  | 9   | 14  | 12  | DNF | 9   | 10  |     |     | 48     | 13.  |
| 2022   | Schubert Motorsport | BMW        | POR | POR | LAU | LAU | IMO | IMO | NOR | NOR | NÜR | NÜR | SPA | SPA | SPI | SPI | HOC | HOC |     |     |     |     | 64     | 14.  |
| 2022   | Schubert Motorsport | BMW        | 9   | DNF | DNF | 4   | 12  | 6   | 5   | 11  | 6   | DNF | DNF | 7   | 12  | 5   | 6   | DNF |     |     |     |     | 64     | 14.  |